# Ralph O’Donnell
Ralph Bernard O’Donnell (* 31. August 1969 in Omaha, Nebraska) ist ein US-amerikanischer römisch-katholischer Geistlicher und ernannter Bischof von Jefferson City.

## Leben
Ralph O’Donnell erwarb einen Bachelor in Religionsstudien am Conception Seminary College und studierte anschließend am Mundelein Seminary der University of Saint Mary of the Lake, an der er den Master of Divinity erwarb. Nach weiteren Studien an der Creighton University in Omaha erwarb er zudem einen Mastergrad in Spiritualität. Am 7. Juni 1997 empfing er das Sakrament der Priesterweihe für das Erzbistum Omaha.
Nach der Priesterweihe war er bis 2003 in der Pfarrseelsorge und anschließend fünf Jahre lang als Diözesandirektor für die Berufungspastoral tätig. Von 2008 bis 2011 war er Pfarrer in Omaha und anschließend bis 2015 Vizerektor des Conception Seminary College. Von 2015 bis 2019 war er Direktor des Sekretariats der Bischofskonferenz der Vereinigten Staaten für den Klerus, das geweihte Leben und die geistlichen Berufungen. Ab 2019 war er Pfarrer der Pfarrei Saint Margaret Mary in Omaha.
Papst Leo XIV. ernannte ihn am 19. August 2025 zum Bischof von Jefferson City.